# Hoplostethus mediterraneus sonodae
Hoplostethus mediterraneus sonodae is een ondersoort van de straalvinnige vissen uit de familie van de zaagbuikvissen (Trachichthyidae). De wetenschappelijke naam van de soort is voor het eerst geldig gepubliceerd in 1986 door Kotlyar.